# Castello di San Giorgio Canavese
Il castello di San Giorgio Canavese è un antico castello situato a San Giorgio Canavese in Piemonte.

## Storia e descrizione
Il già esistente castello di San Giorgio Canavese presidiava con scopi difensivi già nel X secolo il castrum locale. Solo nel XII secolo fu ricostruito sotto forma di insieme di edifici dai conti di Biandrate. Il castello è composto da due distinte parti, collegate da un ponte sopraelevato in muratura:
- Il castello vero e proprio, costituito da edifici costruiti fra il XIII ed il XIV secolo e rimaneggiati nel '700 in occasione di un importante evento per la famiglia Biandrate, attualmente sono stati completamente restaurati nelle eleganti forme barocche.

La funzione attuale del Castello è di spazio per eventi culturali, matrimoni e convention.
- Il Castel Vecchio, la parte più antica del complesso, risalente al 1100.

Questa parte, in seguito ai rifacimenti settecenteschi, venne riutilizzata come stalla e fienile, mantenendo così l'architettura medioevale originale.
Attualmente un attento restauro ha restituito l'aspetto altomedioevale, riscoprendo tutte le finestre gotiche che erano state murate, gli eleganti soffitti a cassettoni in legno e gli elementi decorativi in cotto.
Attualmente negli spazi altomedioevali del Castel Vecchio è stato aperto un Resort, costituito da 10 stanze da letto a tema, saloni e sale da pranzo con arredi d'epoca.
Un parco ed un elegante giardino all'italiana - realizzato nel XVII secolo - fanno da contorno al maniero.

## L'uso del castello nella fictionElisa di Rivombrosa
Dal 2002 al 2003, il castello ha ospitato parte delle riprese della fiction Mediaset Elisa di Rivombrosa. Nella narrazione il castello è conosciuto come il palazzo in cui risiede la marchesa Lucrezia Van Necker, nemica storica della famiglia Ristori. Gli interni del castello presentano diverse stanze arredate in stile settecentesco, nel film figura anche una sala con porta finestra sul parco, in cui si evidenzia una fontana d'acqua interna, vicino a un piccolo ripostiglio in cui la marchesa Van Necker nasconde delle boccette di veleno. Nella seconda serie, la villa è riutilizzata come abitazione del marchese Ercole Salvati di Cerreto l'arredamento cambia, si evince che il castello sia stato acquistato dal marchese dopo la frettolosa fuga di Lucrezia da Torino. Nella terza serie, nonostante il ritorno della Van Necker, il castello non compare neanche in un episodio.